# Iñeri

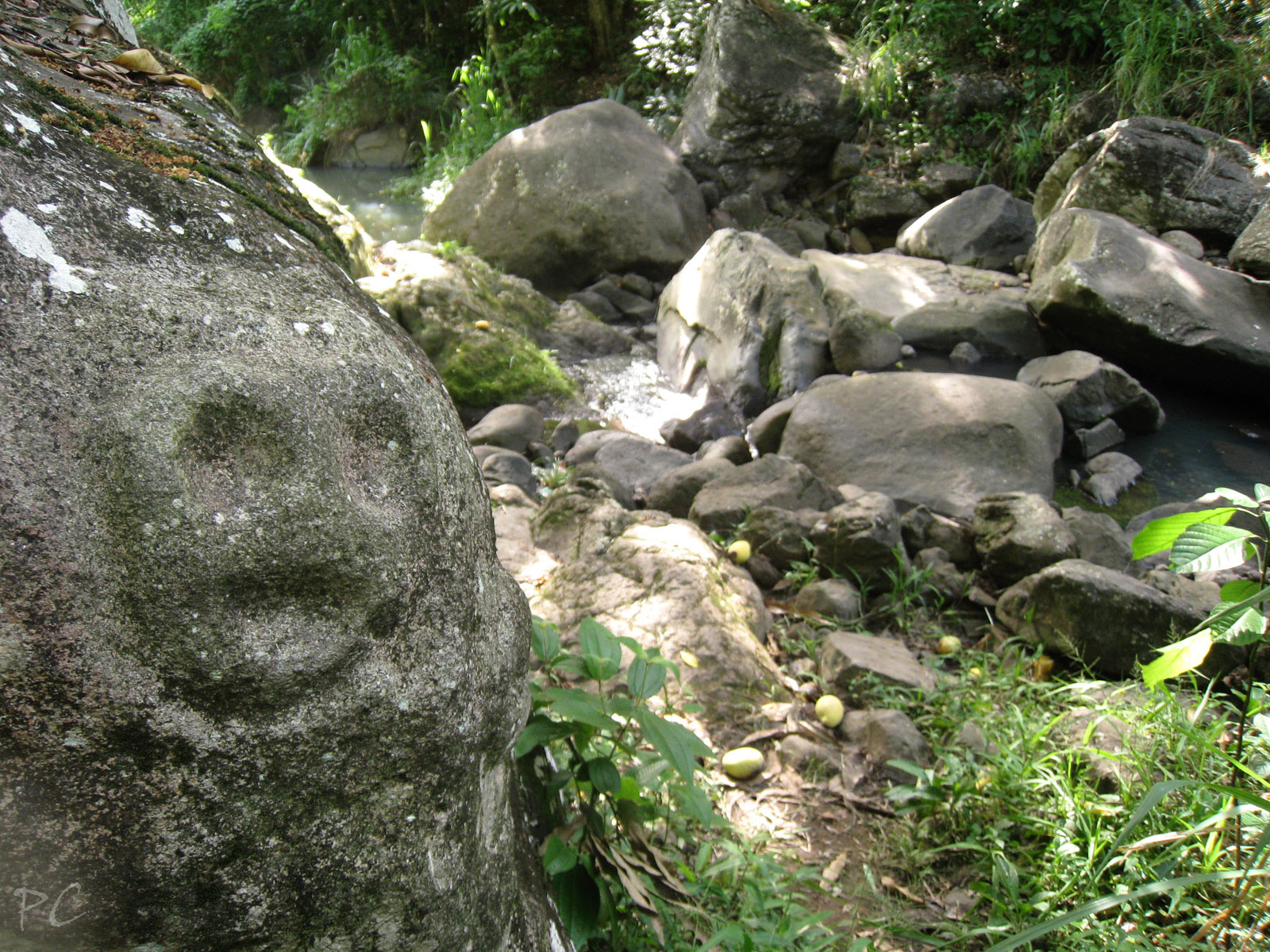
Petroglifo arawak en el río Plessis (Guadalupe)

Los iñeris fueron un grupo étnico precolombino de origen arahuaco. Se supone que el desarrollo de su cultura debió comenzar alrededor del año 1500 a. C. en el curso medio del Orinoco, en el interior de Venezuela. Migraron desde esa región hasta el oriente de Venezuela, de donde pasaron a las Antillas haciendo uso de embarcaciones primitivas. Su llegada a las islas del Caribe fue posterior a la de los saladoides. Su lengua, el iñeri insular o kalhíphona,  sobrevivió hasta principios de siglo XX, una variedad estrechamente relacionada hablada en Guatemala, Nicaragua, Honduras y Belice, el garífuna, sigue siendo en la actualidad la lengua arahuaca con mayor número de hablantes.

## Historia
Alrededor del año 1500 a. C. comenzó el desarrollo de la cultura iñeri en la cuenca media del Orinoco. Alrededor del año 1000 a. C. se habían desplazado al territorio original de los saladoides en el oriente de Venezuela y a partir de allí pasaron a las Antillas. Esta migración es identificada como barrancoide. Se estima que los iñeri llegaron a Dominica en el año 400, mientras que a St. Croix habrían llegado hacia el año 650. Fueron caracterizados por tener conocimientos en cerámica avanzada y su canoa hecha a mano. El asentamiento Iñeri en esa área parece haber sido breve. Aun así, se han recuperado fragmentos de vasijas, hachas de piedra y artefactos líticos (piedra tallada) y tallados en concha. También trajeron horticultura a las Antillas. En Puerto Rico alrededor del año 1000 la cultura del Iñeri fue substituida por la cultura de los taínos. 
Una excavación arqueológica en Ponce, Puerto Rico descubrió canchas de juego de pelota y centros ceremoniales construidos por el Iñeri. El área conocida como Centro ceremonial indígena del Tibes, fue abandonada por razones desconocidas alrededor del año 600. Este sitio ha revelado muchos aspectos importantes de la cultura de Iñeri. Información de las ceremonias, hábitos alimenticios, estilos de cerámica y mucho más ha sido proporcionada por este sitio. Se ha encontrado la evidencia que los iñeris eran agrícolas, pescadores y cazadores. Un análisis preliminar de los restos alimenticios excavados indica que en la dieta se combinaba la caza menor y la pesca con la recolección de moluscos marinos y la agricultura. Esto último lo confirma la presencia de burenes, platos anchos de cerámica que se usaban para cocinar el pan de harina de yuca, conocido como casabe. Así se deduce el cultivo de la yuca por esta cultura. Los iñeris cazaban, pescaban, y recolectaban frutos como bayas.
Su plato preferido era el cangrejo. Los iñeris hacían un proceso llamado roza y quema en el terreno donde iban a sembrar. Consistía en talar y quemar árboles, para sembrar sobre sus cenizas. Los iñeris viajaron  a la isla La Española.
Poseían diversos cultivos, pero el más importante era la yuca. Estaban organizados en clanes familiares. Los iñeris eran agroalfareros que complementaban su alimentación con la caza, la pesca y la recolección de frutos.